# Ordine della Corona wendica
L'Ordine della Corona Wendica fu un ordine cavalleresco adottato nei ducati della casata di Meclemburgo.

## Storia
L'Ordine venne fondato il 12 maggio 1864 unitamente da due granduchi della famiglia di Meclemburgo, il Granduca Federico Francesco II di Meclemburgo-Schwerin e da Federico Guglielmo di Meclemburgo-Strelitz al fine di ricompensare con un'onorificenza quanti si fossero distinti per meriti nel paese o fossero stati benemerenti verso lo stato. L'Ordine venne concesso in maniera paritaria sia nel Meclemburgo-Schwerin che nel Meclemburgo-Strelitz.

## Classi
L'Ordine era suddivisa in quattro classi di benemerenza:
- Cavaliere di Gran Croce con gemme
- Cavaliere di Gran Croce in oro
- Gran Commendatore
- Commendatore
- Cavaliere

La differenza della Gran Croce, concessa in oro o gemme, si rifaceva alla decorazione della corona che sosteneva l'insegna al nastro dell'ordine od alla collana, per quanti come il Gran Maestro ne avessero diritto.
Le onorificenze venivano concesse ad un numero ristretto di personalità:
- Gran Croce: Schwerin 10 membri; Strelitz 3 membri
- Gran Commendatore: Schwerin 25 membri; Strelitz 6 membri
- Commendatore: Schwerin 55 membri; Strelitz 10 membri
- Cavaliere: Schwerin 80 membri; Strelitz 20 membri

Per le concessioni a militari, i riceventi la Gran Croce dovevano come minimo aver raggiunto il rango di maggiore generale.

## Insegne
La medaglia consisteva essenzialmente in una medaglia a foggia di croce di malta, smaltata di bianco e bordata d'oro. Il medaglione centrale, smaltato di bianco, poteva riportare impressa la corona wendica (Mecleburgo-Schwerin) o il monogramma del fondatore (Meclemburgo-Strelitz), il tutto circondato da una fascia in cui a lettere d'oro era indicato il motto "Per aspera ad astra “(Mecklenburg Schwerin) o "Avito viret honore" (Mecklenburg Strelitz).

## Insigniti notabili
L'Ordine ebbe moltissimi insigniti notabili, di cui ci è giunto un elenco completo conservato ancora negli archivi di stato dei due antichi ducati. Tra parentesi è indicato l'anno di conferimento dell'onorificenza alla persona.

### Gran Croce con gemme
- Abdul-Aziz, Sultano turco (18 luglio 1871)
- Adolfo di Teck (19 luglio 1902)
- Adolfo Federico di Meclemburgo-Strelitz (17 ottobre 1865)
- Adolfo di Schaumburg-Lippe (27 dicembre 1912)
- Alessandro, Zarevic di Russia (4 luglio 1864)
- Alessandro di Teck (22 luglio 1904)
- Alessandro d'Assia (10 agosto 1912)
- Alessandra di Meclemburgo-Schwerin
- Alfonso di Baviera (22 luglio 1904)
- Alfredo Ernesto Alberto di Sassonia-Coburgo-Gotha (28 giugno 1868)
- Alberto di Anhalt (15 novembre 1888)
- Arturo di Connaught e Strathearne (27 luglio 1879)
- Cristiano IX di Danimarca (6 febbraio 1872)
- Edoardo VII del Regno Unito (13 agosto 1865)
- Edardo, Principe del Galles (1º maggio 1911)
- Edoardo di Anhalt (19 luglio 1882)
- Ernesto Augusto, Principe ereditario di Hannover (29 ottobre 1865)
- Federico di Anhalt (17 aprile 1877)
- Federico d'Assia (13 agosto 1865)
- Federico VIII di Danimarca (28 maggio 1884)
- Federico Guglielmo di Meclemburgo-Strelitz (15 novembre 1864)
- Federico Guglielmo d'Assia (13 agosto 1865)
- Giorgio I di Grecia (24 agosto 1871)
- Giorgio, Principe del Galles (22 giugno 1893)
- Georgio V di Hannover (29 ottobre 1865)
- Giorgio di Meclemburgo (15 novembre 1865)
- Giorgio di Cambridge (13 agosto 1865)
- Giorgio d'Assia (13 agosto 1865)
- Giorgio Alessandro di Meclemburgo (16 febbraio 1876)
- Giorgio Alessandro di Teck (12 luglio 1904)
- Enrico di Meclemburgo-Schwerin
- Giovanni Alberto di Meclemburgo-Schwerin
- Giulio Erensto di Lippe (17 giugno 1914)
- Carlo di Schwarzburg-Sondershausen (25 gennaio 1882)
- Carlo di Meclemburgo (12 marzo 1905)
- Carlo Michele di Meclemburgo-Strelitz (17 giugno 1880)
- Leopoldo di Sassonia-Coburgo-Gotha (1º agosto 1881)
- Leopoldo di Lippe (6 agosto 1913)
- Leopoldo Federico Francesco Ernesto di Anhalt (17 aprile 1877)
- Leopoldo Federico Edoardo Carlo Alessandro di Anhalt (17 aprile 1877)
- Mirko del Montenegro (20 luglio 1899)
- Paolo Federico di Meclemburgo-Schwerin
- Roberto di Württemberg (18 febbraio 1906)
- Ulrico di Württemberg (19 luglio 1904)
- Guglielmina dei Paesi Bassi (7 febbraio 1901)
- Guglielmo d'Assia (13 agosto 1865)
- Guglielmo d'Assia, Principe ereditario (4 gennaio 1881)
- Guglielmo Augusto Edoardo di Sassonia-Weimar-Eisenach (19 maggio 1867)
- Guglielmo Carlo Augusto di Schaumburg-Lippe (21 marzo 1868)
- Joachim von Brandenstein, ministro del Meclemburgo-Schwerin
- Friedrich von Voss, Presidente della camera del Meclemburgo-Schwerin (3 ottobre 1873)

### Gran Croce in oro
- Carl von Bassewitz-Levetzow, Ministro del Meclemburgo-Schwerin
- von Dewitz, Ministro (17 ottobre 1888, con brillanti l'8 giugno 1904)
- August zu Eulenburg, Maresciallo di Prussia (22 marzo 1884)
- Adolf Giese, Dottore in teologia, Presidente della congregazione religiosa del Meclemburgo-Schwerin
- von Grimm, statista russo (13 dicembre 1891)
- von Hegermann-Lindencrone, Ministro danese (1º novembre 1904)
- Adolf Langfeld, Ministro del Meclemburgo-Schwerin
- von Lucanus, Capo di gabinetto prussiano (23 febbraio 1893)
- Friedrich von der Lühe, Maresciallo e cameriere della granduchessa
- von Malotki, Generale luogotenente prussiano (15 dicembre 1895)
- Barone von Molsberg, Generale di artiglieria del Württemberg (24 dicembre 1891)
- Karl von Monroy, Maestro di caccia del Meclemburgo-Schwerin
- Karl von Neidhardt, parlamentare assiano (15 giugno 1892)
- Fortunat von Oertzen, capo del parlamento del Meclemburgo-Schwerin
- Conte von Posadowsky-Wehner, segretario di stato (27 febbraio 1905)
- Cuno von Rantzau, Maresciallo e cameriere granducale del Meclemburgo-Schwerin
- von Schwanebach (22 aprile 1899)
- von Seeckt, Generale di fanteria prussiano (17 marzo 1888)
- Christian von Stenglin
- Otto von Strubberg, Generale di fanteria prussiano (14 giugno 1879)

### Gran Commendatore
- Karl Wilhelm August Balck, finanziere
- Ulrich von Blücher, statista e ministro delle finanze del Meclemburgo-Schwerin
- Carl Friedrich von Both (1789-1875), Rettore dell'Università di Rostock
- Gustav Brückner, Presidente della regione di Schwerin
- Gerhard von Buchka, giurista e direttore del concistorio di Rostock
- Heinrich Burmeister (1832-1918), Sindaco di Güstrow
- Eduard von Hahn, Maresciallo del Meclemburgo
- Adolf Jahn, Presidente del senato di Rostock
- Otto Friedrich Maximilian von Liebeherr (1814-1896), Presidente della regione di Rostock e Vice Cancelliere dell'Università di Rostock
- Ludwig von Meerheimb, statista e Ministro dell'interno del Meclemburgo-Schwerin
- Theodor Sohm, Presidente della regione di Rostock
- Carl Heinrich Christoph Trotsche (1803-1879), Presidente della Corte d'Appello di Meclemburgo